# Прашума Јањ
Прашума Јањ је заштићени строги резерват природе Републике Српске. Заузима површину од 295 ha и простире се на територији општине Шипово. Према класификацији Међународне уније за заштиту природе, Прашума Јањ је заштићена највишом категоријом заштите Ia.1
Прашумско језгро од 58 ha је од 1960-их година заштићено од било каквих експлоатација. Већи део флоре прашуме Јањ чине стабла букве и јеле као и јавора, бријесте, јасена и смрче.
Одбор за светску баштину Унеска прогласио је 2021. године прашуму Јањ природним добром од светског значаја.